# ساوت تاوتون
ساوت تاوتون (به انگلیسی: South Tawton) یک روستا و محله مدنی در بریتانیا است که در West Devon واقع شده‌است. ساوت تاوتون ۱٬۶۸۳ نفر جمعیت دارد.